# Кшешув (Нижнесилезское воеводство)
Кшешув — село на юго западе Польши, в Каменногурском повяте, Нижнесилезского воеводства Польши. Административно входит в гмину Каменна-Гура.
Расположено в 10 км от города Каменна-Гура и в 82 км от города Вроцлав.
Население - около 1400 жителей.
Село известно прежде всего находящимся в нём Кшешувским аббатством.

## История

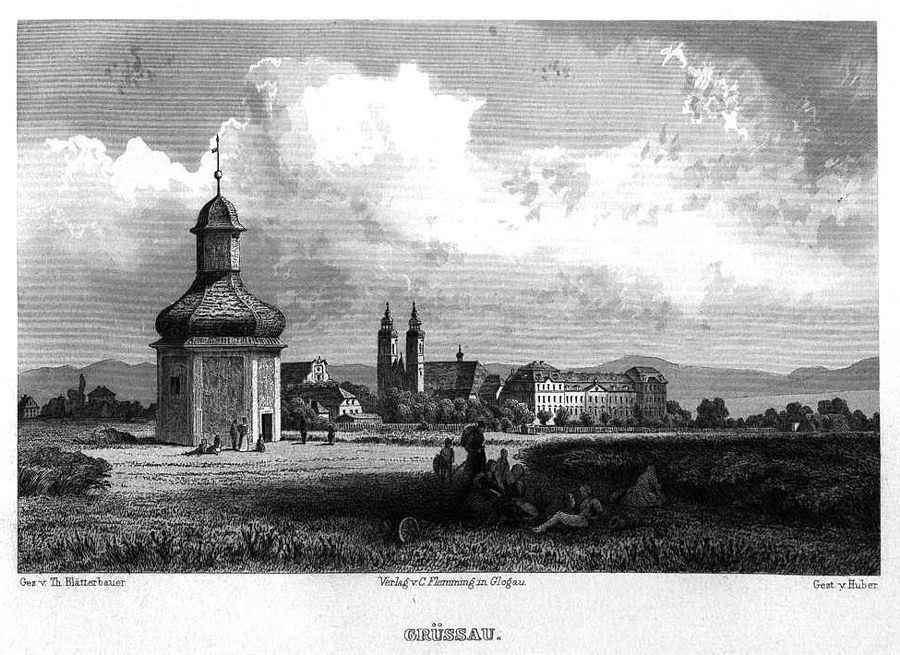
Село и аббатство, 19 век

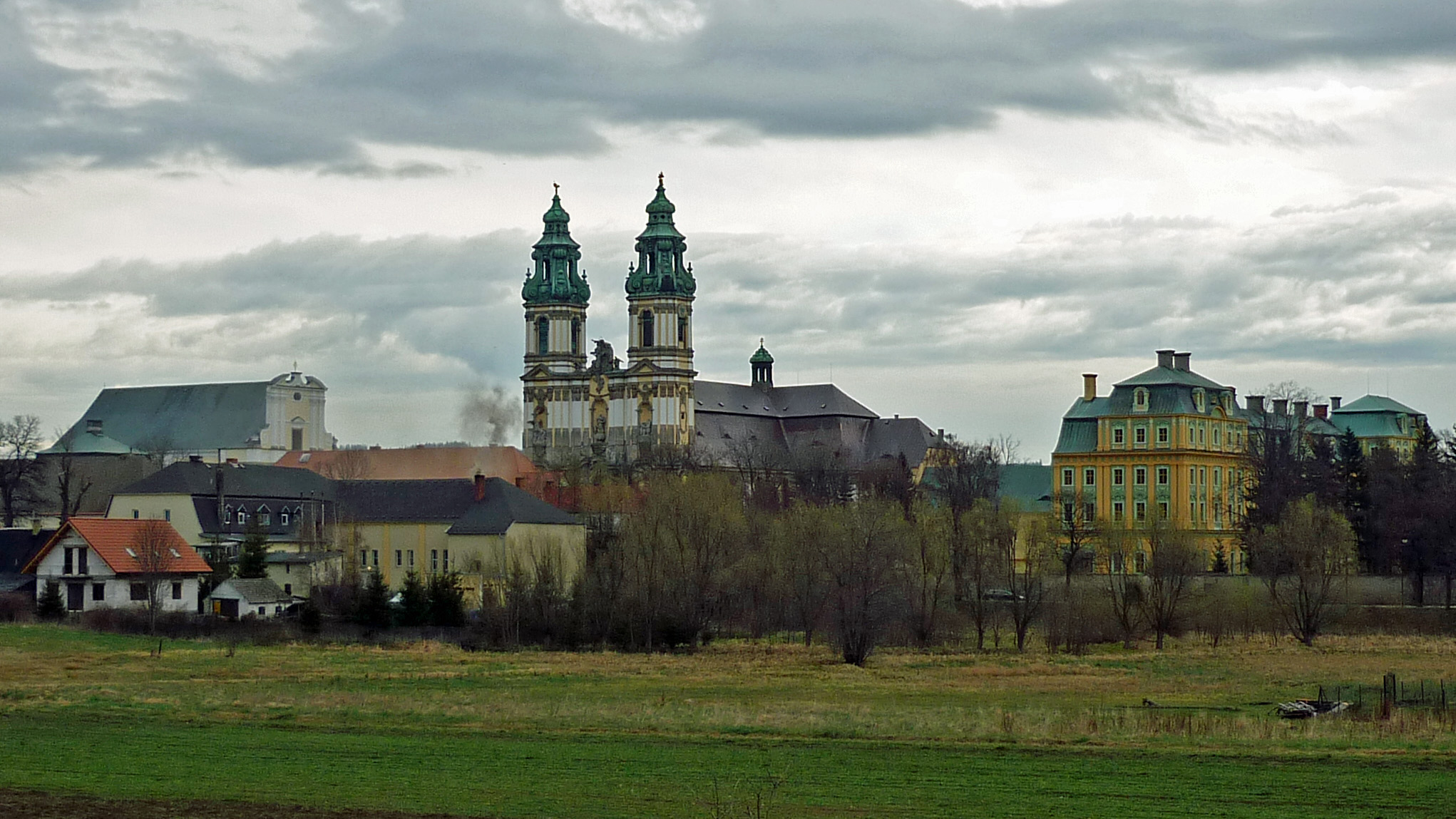
Село и аббатство, 2012

В начале 14 века, в связи с ростом значения Кшешувского аббатства, построенного в 1242 году, в его округе возникло около сорока сёл.
Во второй половине 14 века территория княжества вошла в Земли богемской короны. Последующие Гуситские войны и Тридцатилетняя война нанесли урон территории, аббатство было разрушено.
Только с 1648 года, после заключения Вестфальского мира, для аббатства и прилегающих к нему сёл наступил благоприятный период.
В 1742 году по результатам Силезских войн территория вошла в состав Пруссии, и с 1815 года по 1945 год территория, на которой находилось село, входило в состав немецкой Провинции Силезия.
В 1945 году в ходе Висло-Одерской операции территория была занята Красной Армией, и по окончании Второй мировой войны, согласно Потсдамскому соглашению, отошла Польши.
В 1975—1998 годах село входило с состав Еленегурского воеводства Польши.